# جانی پوچینی
جانی پوچینی (ایتالیایی: Gianni Puccini؛ ۹ نوامبر ۱۹۱۴ – ۳ دسامبر ۱۹۶۸) کارگردان و فیلم‌نامه‌نویس اهل ایتالیا بود. او برای ۳۲ فیلم بین سال‌های ۱۹۴۰ و ۱۹۶۷ میلادی فیلم‌نامه نوشت. همچنین کارگردانی ۱۸ فیلم را بین سال‌های ۱۹۵۱ و ۱۹۶۸ بر عهده داشت.

## گزیده فیلم‌شناسی
- دون پاسکواله (۱۹۴۰)
- وسوسه (۱۹۴۳)
- شکار غم‌انگیز (۱۹۴۷)
- برنج تلخ (۱۹۴۹)
- پشت پرده (۱۹۵۰)
- رم ساعت ۱۱:۰۰ (۱۹۵۲)
- روزهای عاشقی (۱۹۵۴)
- دشمن زنم (۱۹۵۹ - کارگردان)
- دل‌های شکسته (۱۹۶۳ - کارگردان)
- عشق و ازدواج (۱۹۶۴)

### سبک و ویژگی‌های هنری
سبک و ویژگی‌های هنری جانی پوچینی را می‌توان در دو حوزه اصلی فیلم‌نامه‌نویسی و کارگردانی مورد بررسی قرار داد. پوچینی به عنوان یک فیلم‌نامه‌نویس پرکار، در آثار متعددی با ژانرهای گوناگون از درام‌های اجتماعی و نئورئالیستی همچون "شکار غم‌انگیز"، "برنج تلخ" و "رم ساعت ۱۱:۰۰" گرفته تا کمدی‌های ایتالیایی نظیر "دشمن زنم"، "دل‌های شکسته" و "عشق و ازدواج" و حتی اقتباس ادبی "دون پاسکواله" مشارکت داشته است. این تنوع ژانری نشان‌دهنده تسلط او بر ساختارهای روایی متفاوت و توانایی‌اش در پرداختن به مضامین متنوع اجتماعی، عاشقانه و کمدی است.
همکاری‌های پوچینی با کارگردانان برجسته سینمای ایتالیا از جمله جوزپه دس سانتیس در خلق آثار نئورئالیستی شاخص و لئوپولدو تریئسته در "رم ساعت ۱۱:۰۰" حائز اهمیت است. این همکاری‌ها بیانگر توانایی او در تطبیق دیدگاه‌های خود با سبک کارگردانان مختلف و سهیم شدن در خلق آثار ماندگار سینمای ایتالیا است.
در زمینه فیلم‌نامه‌نویسی، توجه به پرداخت شخصیت‌ها یکی از جنبه‌های قابل بررسی در آثار پوچینی است. به ویژه در آثار نئورئالیستی که او در آن‌ها نقش داشته، شخصیت‌ها اغلب از طبقات فرودست جامعه انتخاب شده و با چالش‌های ملموس زندگی روبرو هستند. بررسی عمق و پیچیدگی این شخصیت‌ها و انگیزه‌هایشان می‌تواند از ویژگی‌های سبک او پرده بردارد. همچنین، کیفیت و کارکرد دیالوگ‌ها در پیشبرد داستان و  ابعاد شخصیتی کاراکترها از دیگر نکات قابل توجه در فیلم‌نامه‌های اوست. 
جانی پوچینی علاوه بر نویسندگی، کارگردانی هجده فیلم را نیز در کارنامه خود دارد. بررسی این آثار می‌تواند ویژگی‌های سبک کارگردانی او را نمایان سازد. مضامین و ژانرهای مورد علاقه او در مقام کارگردان، نحوه استفاده از عناصر بصری همچون حرکت دوربین، نماها و زوایای دید، شیوه هدایت بازیگران و فضاسازی در فیلم‌هایش از جمله مواردی است که می‌توان به آن‌ها پرداخت. همچنین، ریتم کلی فیلم‌ها و نحوه تدوین و انتقال بین صحنه‌ها نیز در شکل‌گیری سبک کارگردانی او نقش بسزایی داشته است. 